# Episodi di Doraemon (serie animata 2005) (quindicesima stagione)
Questa è la lista degli episodi della quindicesima stagione dell'anime 2005 di Doraemon.
In Giappone è stata trasmessa su TV Asahi, dal 18 gennaio al 28 dicembre 2019.

## Episodi
| Nº  | Giapponese 「Kanji」 - Rōmaji                                                                                          | In onda          | In onda |
| Nº  | Giapponese 「Kanji」 - Rōmaji                                                                                          | Giapponese       |         |
| 472 | 「ランプのけむりオバケ」 - Ranpunokemuriobake「ジャイアンシチュー」 - Jaianshichū                                      | 18 gennaio 2019  |         |
| 473 | 「ポケットの中のぴょん太」 - Poketto no naka no pyon dai「平和アンテナ」 - Heiwaantena                                 | 25 gennaio 2019  |         |
| 474 | 「フェスティバルーン」 - Fesutibarūn「ホカホカ雪で雪合戦」 - Hokahoka yuki de yukigassen                               | 8 febbraio 2019  |         |
| 475 | 「オモイコミン」 - Omoikomin「熱血応援マイク」 - Nekketsu ōen maiku                                                    | 15 febbraio 2019 |         |
| 476 | 「ドラかぐや、月に帰る!?」 - Dora kagu ya, tsukinikaeru!?「おおかみ男クリーム」 - O okami otoko kurīmu                 | 22 febbraio 2019 |         |
| 477 | 「タイムふろしき」 - Taimu furoshiki「ニセ宇宙人」 - Nise uchūbito                                                     | 8 marzo 2019     |         |
| 478 | 「化石大発見！」 - Kaseki daihakken!「布団にのってふわふわり」 - Futon ni notte fuwafuwari                             | 15 marzo 2019    |         |
| 479 | 「ゆめの町、ノビタランド」 - Yume no machi Nobitarando「ドラえもんをのぞいちゃえ！」 - Doraemon o nozoi chae!          | 5 aprile 2019    |         |
| 480 | 「ダジャレーランド」 - Dajarērando「無敵！コンチュー丹」 - Muteki! Konchū ni                                           | 19 aprile 2019   |         |
| 481 | 「タタミのたんぼ」 - Tatami no tanbo「未来からの買い物」 - Mirai kara no kaimono                                       | 26 aprile 2019   |         |
| 482 | 「のび太のおいしい食べ方」 - Nobita no oishī tabe-kata「お料理ワッペン」 - O ryōri wappen                              | 10 maggio 2019   |         |
| 483 | 「しつけキャンディー」 - Shitsuke kyandī「人間味調味料」 - Ningenmi chōmiryō                                           | 17 maggio 2019   |         |
| 484 | 「トランポリンゲン」 - Toranporingen「シャボン玉宅配便」 - Shabontama takuhaibin                                       | 31 maggio 2019   |         |
| 485 | 「ネアンデルタール人を救え」 - Neanderutāru hito o sukue「のび太もたまには考える」 - Nobita mo tamani wa kangaeru      | 7 giugno 2019    |         |
| 486 | 「大スタージャイアン !?」 - Dai sutājaian!?「恐怖のディナーショー」 - Kyōfu no dināshō                                 | 14 giugno 2019   |         |
| 487 | 「ガワラオニ」 - Gawaraoni「チョージャワラシベ」 - Chōjawarashibe                                                      | 21 giugno 2019   |         |
| 488 | 「本人ビデオでほめられたい」 - Hon'nin bideo de home raretai「ホ、ホ、ホタル来い」 - Ho, ho, hotaru koi                | 28 giugno 2019   |         |
| 489 | 「わたがし雲メーカー」 - Wataga shi kumo mēkā「ねがい七夕ロケット」 - Negai tanabata roketto                           | 5 luglio 2019    |         |
| 490 | 「大パニック！のび太のヒマワリ日記」 - Dai panikku! Nobita no himawari nikki「けん銃王コンテスト」 - Kenjū-ō kontesuto | 2 agosto 2019    |         |
| 491 | 「ゾクゾク！？学校の七不思議」 - Zokuzoku! ? Gakkō no nanafushigi「人食いハウス」 - Hito-gui hausu                     | 9 agosto 2019    |         |
| 492 | 「立体パズルハンマー」 - Rittai pazuruhanmā「サンタイン」 - Santain                                                    | 23 agosto 2019   |         |
| 493 | 「恐怖のたたりチンキ」 - Kyōfu no tatarichinki「レプリコッコ花火」 - Repurikokko hanabi                                | 30 agosto 2019   |         |
| 494 | 「ねこっかぶり」 - Neko kkaburi「強～いイシ」 - Tsuyo ~ I ishi                                                         | 5 ottobre 2019   |         |
| 495 | 「ドラえもんがいっぱい」 - Doraemon ga ippai「アルマジロン」 - Arumajiron                                              | 19 ottobre 2019  |         |
| 496 | 「変身レプリンター」 - Henshin repurintā「ツバメののび太」 - Tsubame no Nobita                                         | 26 ottobre 2019  |         |
| 497 | 「落とし物つりぼり」 - Otoshimono tsuri bori「強いペットがほしい」 - Tsuyoi petto ga hoshī                             | 2 novembre 2019  |         |
| 498 | 「へやいっぱいの大どらやき」 - Heya-ippai no dai dorayaki                                                              | 9 novembre 2019  |         |
| 499 | 「ヴェルサイユのママ」 - Versailles no mama                                                                            | 16 novembre 2019 |         |
| 500 | 「ウルトラリング」 - Ultra ring                                                                                        | 23 novembre 2019 |         |
| 501 | 「ピクニックで先をこせ」 - Picnic de saki o kose                                                                       | 30 novembre 2019 |         |
| 502 | 「多目的お守りは責任感が強い」 - Tamokuteki omamori wa sekinin-kan ga tsuyoi                                           | 7 dicembre 2019  |         |
| 503 | 「捜査ごっこセット」 - Sōsa-gokko set「イースター島のモアイ」 - Easter shima no moai                                   | 14 dicembre 2019 |         |
| 504 | 「タイムワープでプレゼントを」 - Time warp de presento                                                                 | 21 dicembre 2019 |         |
| 505 | 「ネズミ年だよ！ドラえもん」 - Nezumi-nenda yo! Doraemon「出てくる出てくるお年玉」 - Detekurudetekuru otoshidama       | 28 dicembre 2019 |         |

## Speciali
Gli episodi speciali di Doraemon vengono trasmessi in Giappone in occasione di eventi o ricorrenze particolari; sono inediti in Italia.
| Nº  | Giapponese 「Kanji」 - Rōmaji | In onda          | In onda |
| Nº  | Giapponese 「Kanji」 - Rōmaji | Giapponese       |         |
| S68 | 「イロガラドラえもん」 - Irogaradora e mon「海に入らず海底を散歩する方法」 - Umi ni hairazu kaitei o sanpo suru hōhō「22世紀で夏休み」 - 22 seiki de natsuyasumi                                                   | 19 luglio 2019   |         |
| S69 | 「未来の迷宮(ラビリンス)おかし城(キャッスル)」 - Mirai no Labyrinth Okashi Castle「謎のピラミッド！？エジプト大冒険」 - Nazo no piramiddo!? Ejiputo dai bōken「ドラえもんのお引越し!?」 - Doraemon no o hikkoshi!? | 6 settembre 2019 |         |